# Discyphus scopulariae
Die Orchidee Discyphus scopulariae ist die einzige Art in der Gattung Discyphus. Das disjunkte Verbreitungsgebiet liegt in Panama, Venezuela und Brasilien.

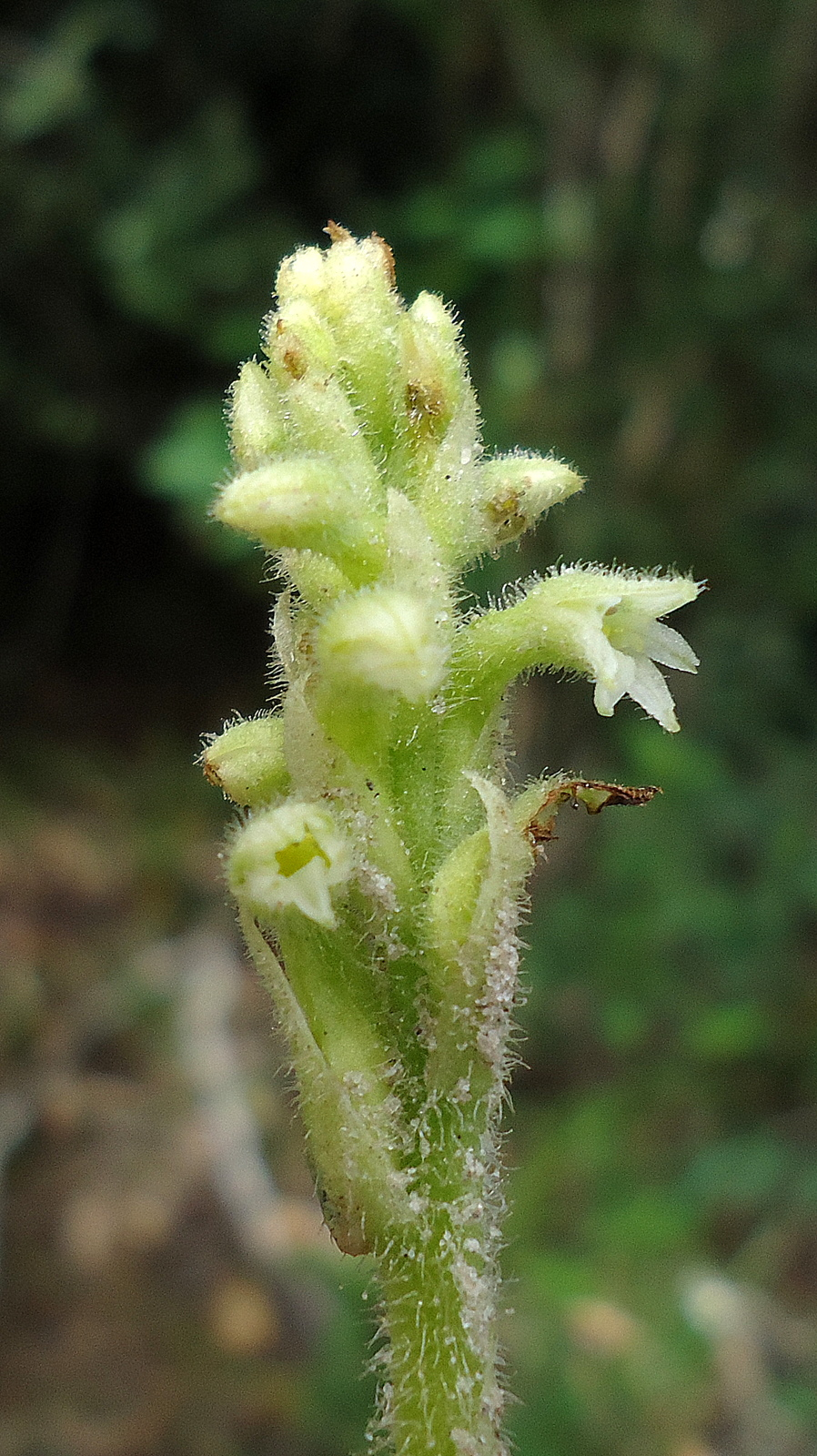
Blütenstand

## Beschreibung
Discyphus scopulariae ist eine kleine, ausdauernde, terrestrisch wachsende Pflanze. Die büschelweise dicht beieinander entspringenden Wurzeln sind fleischig, zylindrisch bis spindelförmig und glatt. Das einzige, grundständige Blatt ist liegt waagrecht ausgebreitet auf dem Boden. Es ist im Umriss rundlich, die Basis ist herzförmig, die Spitze abgerundet.
Der endständige, traubige Blütenstand ist mit braunen Drüsenhaaren besetzt. Am Blütenstandsstiel sitzen in Abständen zwei bis drei kleine Hochblättern. Am Ende des Spross stehen die kleinen, grünlichen Blüten dicht beieinander. Tragblätter und Fruchtknoten sind behaart, der Fruchtknoten ist verdreht und weist, ebenso wie die Blüten, nach oben. Die Sepalen sind einander gleich geformt und im unteren Teil miteinander verwachsen. Die freien Enden bilden eine nur leicht geöffnete Röhre. Das dorsale Sepal ist konkav geformt, die seitlichen Sepalen laufen mit ihrer Basis am Säulenfuß herab und formen mit diesem ein Nektarium. Die Petalen sind frei, sie haften leicht an den Rändern der Säule. Die Lippe ist lang genagelt, der Nagel ist mit den lateralen Sepalen verwachsen, die Spreite ist an der Basis fleischig pfeilförmig mit nach hinten gerichteten Nektardrüsen. Die Säule ist kurz, auf der Unterseite rinnig, an der Basis lang über den Fruchtknoten hinausreichend ("Säulenfuß"). Die Narbe besteht aus zwei deutlich getrennten Flächen, die an der stumpfen Säulenspitze etwas nach vorne weisen. Jede Fläche ist von einem leicht erhabenen Rand umgeben und napfförmig eingesenkt. Das Staubblatt ist schmal oval und zugespitzt. Es wird deutlich kapuzenförmig von Gewebe der Säule umgeben (Klinadrium), der Staubfaden ist jedoch nicht völlig mit dem Klinandrium verwachsen. Die Pollinien sind keulenförmig und haften an der dicken, ovalen Klebscheibe (Viscidium). Das Trenngewebe zwischen Narbe und Staubblatt (Rostellum) ist gerade, dreieckig, nach der Entnahme der Klebscheibe tief geteilt mit zwei Spitzen.

## Verbreitung
Discyphus scopulariae ist von mehreren, deutlich getrennten Arealen bekannt. Sie befinden sich in Panama, in Venezuela und Trinidad sowie in zwei Arealen im Osten Brasiliens. Die Standorte liegen in Höhenlagen von 400 bis 500 Meter. Es werden offene Grasländer und Savannen besiedelt.

## Systematik und Botanische Geschichte
Die Beschreibung von Discyphus scopulariae stammt von Heinrich Gustav Reichenbach, der die Art 1854 als Spiranthes scopulariae in Bonplandia. Zeitschrift für die gesammte Botanik Band 2, Seite 11 in die Gattung Spiranthes einordnete. Schlechter stellte 1919 eine eigene Gattung Discyphus in Repertorium Specierum Novarum Regni Vegetabilis Band 15, Seite 417
auf. Der Name Discyphus, den er wählte, setzt sich aus den griechischen Worten di-, "zwei", und skyphos für eine schüsselförmige Höhlung zusammen. Er bezieht sich auf die beiden, zumindest in trockenem Zustand schüsselförmigen, Narbenflächen.
Discyphus wird innerhalb der Tribus Cranichideae in die Subtribus Spiranthinae eingeordnet. Nahe verwandte Arten sind nicht bekannt.
Man kann zwei Varietäten unterscheiden:
- Discyphus scopulariae var. longiauriculata Szlach.: Sie kommt auf ´Trinidad vor.[1]
- Discyphus scopulariae var. scopulariae: Sie kommt in Panama, im nördlichen Venezuela und im nordöstlichen Brasilien vor.[1]

## Belege
Die Informationen dieses Artikels stammen aus:
- Leslie A. Garay: A generic revision of the Spiranthinae. In: Botanical Museum Leaflets of Harvard University. Band 28, Nr. 4, 1982, S. 314–315.
- Alec M. Pridgeon, Phillip Cribb, Mark W. Chase, Finn Rasmussen (Hrsg.): Genera Orchidacearum. Orchidoideae (Part 2). Vanilloideae. Band 3/2. Oxford University Press, New York und Oxford 2003, ISBN 0-19-850711-9, S. 199–202.
- Discyphus. In: POWO = Plants of the World Online von Board of Trustees of the Royal Botanic Gardens, Kew: Kew Science

## Weiterführendes
- Liste der Orchideengattungen
- Fotos von Discyphus scopulariae bei CalPhotos